# Malájföldi japán hadjárat
A malájföldi japán hadjárat a második világháború csendes-óceáni hadszínterének összecsapás-sorozata volt a Japán Birodalom és Nagy-Britannia között 1941 decemberében. A brit gyarmaton partra szálló japán csapatok Szingapúrig kergették a folyamatosan hátráló briteket, majd a szigetet is bevették.

## Előzmények

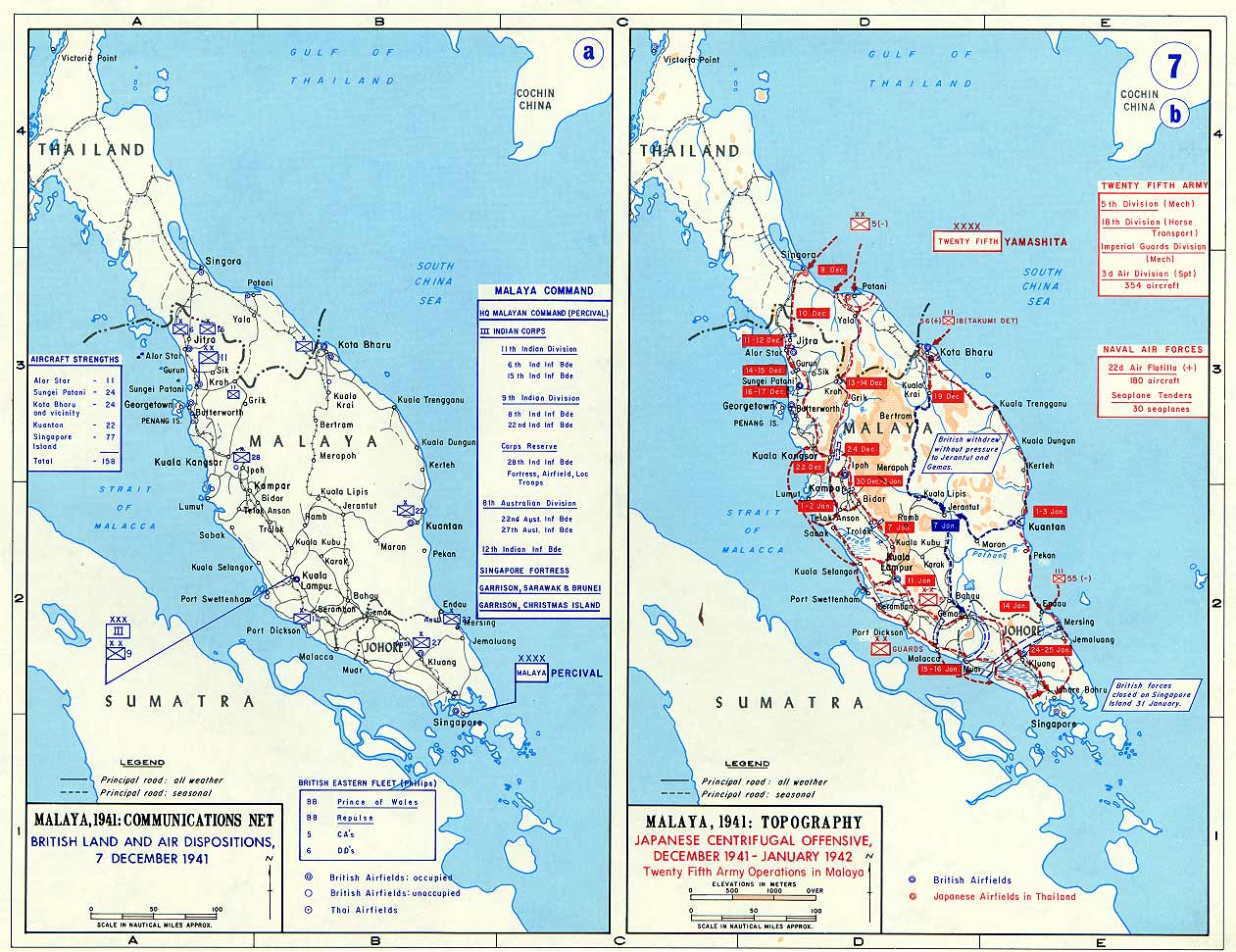
A baloldali térkép kék borítékjai a brit csapattesteket, a jobboldali piros téglalapjai a japán előrenyomulás állomásait jelölik

1941 őszén a Japán Birodalom látszólag még diplomáciai úton próbálta elérni csendes-óceáni igényeinek teljesülését, valójában azonban teljes erővel készült a háborúra. December 7-én a japán flotta repülőgépei váratlanul megtámadták Pearl Harbort, a csendes-óceáni amerikai flotta bázisát, és sok hajót, repülőgépet megsemmisítettek. A következő napokban támadás érte a Wake-szigetet, a Fülöp-szigeteket, Thaiföldet és Malájföldet. A Malájföld elleni támadásnak több célja is volt: a birodalom megszerzett számos nyersanyagforrást, illetve a szárazföld felől közelítette meg a britek térségbeli legfőbb támaszpontját, Szingapúrt.
Malájföld a világ gumitermelésének 33, óntermelésének 58 százalékát adta, de ami ennél is fontosabb volt, tökéletes kiindulási pontja volt egy következő, Borneó, Jáva és Szumátra elleni inváziónak, amelyek a térség olajlelőhelyeinek megszerzését célozta. A japán haditengerészet számára ezek elfoglalása életbevágó volt, ugyanis a hajók, repülők óránként 400 tonna üzemanyagot fogyasztottak, és a szigetországnak nem voltak saját kitermelési forrásai.
Az inváziós erők parancsnoka Jamasita Tomojuki tábornok volt. A sereg a 25. hadsereg 60 ezer katonájából, a 3. repülőcsoport 459 gépéből, egy csatacirkálóból, tíz rombolóból és öt tengeralattjáróból állt. A haditengerészet a keleti parti védművek és állások előzetes bombázását és ágyúzását akarta, de a hadsereg ellenezte ezt, mert a partraszállást így nem lehetett volna meglepetésszerűen végrehajtani. A hadsereg váratlan segítséget kapott Ozava Dzsiszaburo altengernagytól, aki azt mondta: „a haditengerészetnek el kell fogadnia a hadsereg javaslatát, még a megsemmisítés kockázata ellenére is.”
Az inváziós erő december 4-én hajózott ki Malájföld felé. Először december 6-án pillantotta meg a hajókat a Brit Királyi Légierő egyik Hudson típusú gépe. A megfelelő felderítést azonban megnehezítette az alacsony felhőzet és a szakadó eső, így a britek nem tudták megállapítani, pontosan merre tart a flotta. Arthur Percival tábornok, a térségbeli brit csapatok parancsnoka szerette volna beindítani a Matador hadműveletet, amely a maláj-thai határon fekvő Singora kikötőjének és repülőterének elfoglalását irányozta elő, de a háborús kabinet nem járult hozzá ehhez, mivel attól tartottak, hogy japán olyan agressziónak tekinti majd, amely feljogosítja a Malájföld elleni támadásra.
A japánoknak nem voltak pontos információik a brit seregekről, és emiatt alaposan alábecsülték létszámukat. Azzal számoltak, hogy a védők 30-50 ezren lehetnek, holott számuk bőven meghaladta a 80 ezret is. Jamasita Tomojuki később azt mondta, azért volt sikeres a malájföldi akciójuk, mert „könnyen vették az ellenséget”. Szerencséjükre a britek nem készültek fel a háborúra. Légierejük kicsi és gyenge volt, szárazföldi alakulataik főként rosszul képzett indiaiakból álltak, akiket nem képeztek ki az őserdei harcra.

## Partraszállás

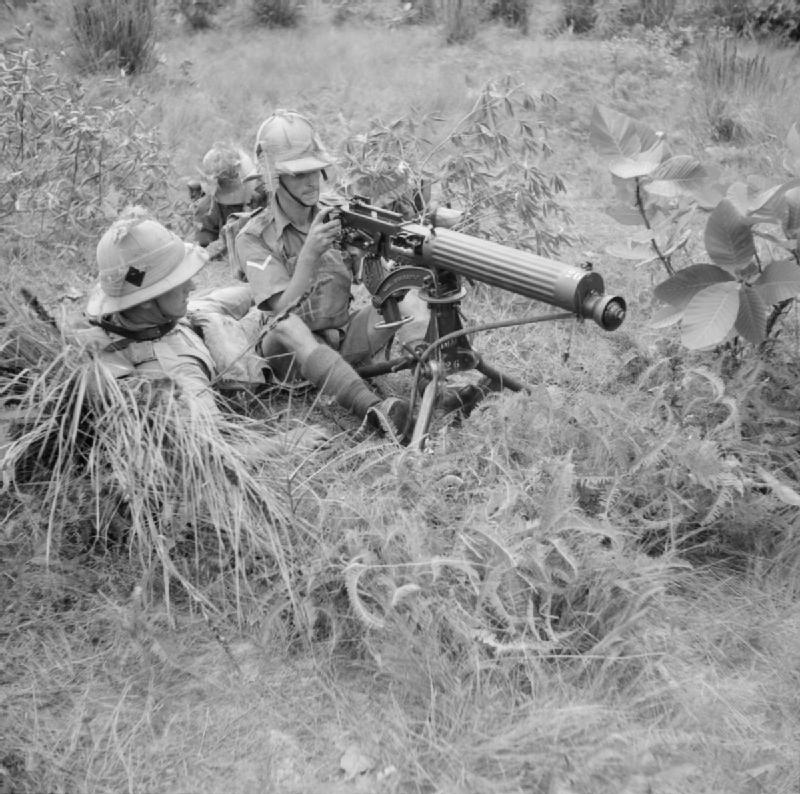
Az 1. manchasteri ezred katonái

A Malájföld elleni japán invázió még a váratlan Pearl Harbor-i légicsapás előtt megkezdődött, amikor 1941. december 8-án (az időeltolódás miatt Pearl Harbor-i idő szerint december 7-én 5.45-kor) Jamasita Tomojuki tábornok hajói megérkeztek Kota Bharuhoz, a Kelentan-folyó torkolatához. Egy másik inváziós egység a thaiföldi határhoz közeli Kra-félszigeten szálltak partra, egyetlen puskalövés nélkül.
Kota Bharunál a brit 9. indiai hadosztály védte a partot. A japán katonák zuhogó esőben, háborgó tengeren, erős tűzben kezdték meg a partraszállást. Az első hullámban ötezren léptek Malájföldre. A rossz idő és a partot védő géppuskák miatt 850 japán katona elesett. Brit repülők megtámadták a hajókat, de a támadóknak sikerült kiépíteniük a hídfőt. Néhány óra alatt összeomlott a védelem és az ellentámadás, és a repülőtér ausztrál parancsnoka engedélyt kért a szingapúri brit parancsnokságtól, hogy megmaradt gépeit 220 kilométerre délre, Kuantanba küldhesse. A repülőtér földi személyzete csatlakozott a városból menekülőkhöz, míg az indiai katonák utolsó védelmi vonalukat foglalták el. A partraszállások megakadályozására megérkezett a maláj partokhoz a Prince of Wales csatahajó és a Repulse csatacirkáló, de a japán légierő mindkettőt elsüllyesztette december 10-én.
A thai határhoz érkező 14 hajó a Singora-part előtt horgonyzott le. Cudzsi ezredes különleges egysége riksán érkezett meg a japán konzulátushoz, ahol felverték a részegen alvó kapust, aki elvezette őket a helyi rendőrség épületéhez. A japánok megvesztegetéssel thai egyenruhákhoz akartak jutni, hogy így szerezzenek meg egy fontos határhidat, de a rendőrök fegyveresen ellenálltak. A japánok gyorsan legyűrték őket. A repülőtér elfoglalása után a japán légierő megindította támadásait a Malajzia északi részén állomásozó brit csapatok ellen. December 8-ára a RAF 110 gépéből 60-at elvesztett.

## Szingapúr felé

### Jitra

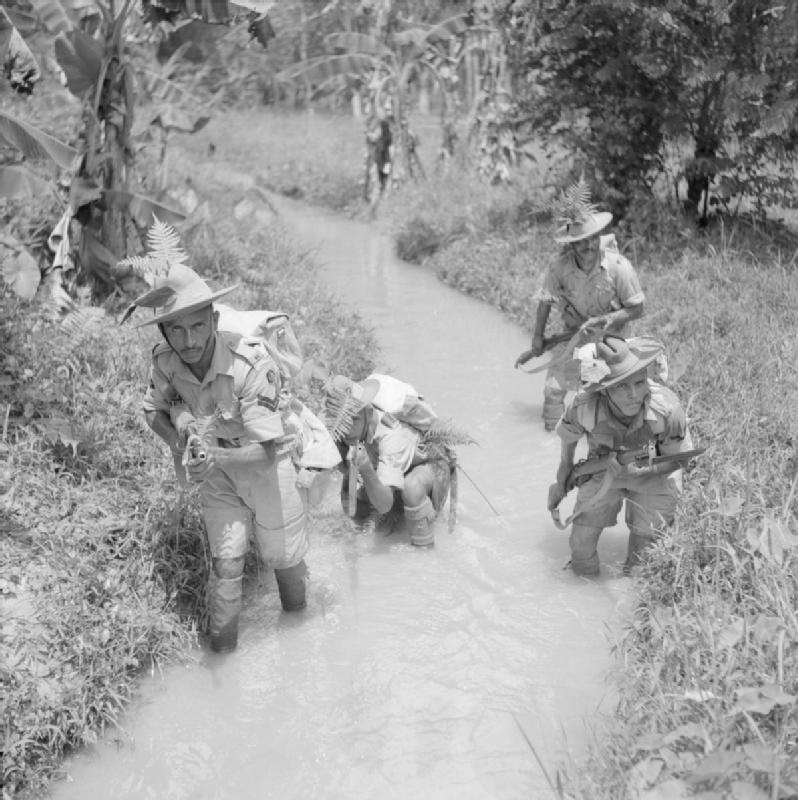
Nepáli gurkhák

December 11-én a japán harckocsik kijutottak az aszfaltozott útra, és ezzel felgyorsult az offenzíva. A 11. indiai hadosztály hamar megfutamodott a támadók elől, így megnyílt az út az Alor Star-i repülőtér felé. A japánok hozzájutottak Jitra védelmének térképéhez, és annak segítségével bevették a várost másnap. Az éjszakai harcokban sok japán elesett. Arthur Percival tábornok két nappal korábban arra utasította Lewis Heath tábornokot, hogy szilárdan tartsanak ki, de az indiai alakulatok gyakorlatilag folyamatosan menekültek dél felé a közeledő japánok elől, elhagyva a tábori ágyúkat, a légvédelmi fegyvereket és a nehézgéppuskákat. A japánok hamar bevették Alor Start, és ezután a helyi repülőtérről brit benzinnel, brit bombákkal felszerelve támadták a brit pozíciókat.

### Penang
Heath tábornok erőfeszítései a délre vezető út megtartására kudarcba fulladtak a folyamatos légitámadások miatt, és a britek egyre délebbre vonultak vissza. December 15-én kiürítették a Penang-szigeti helyőrséget a nyugati parton. Az ötszáz fős helyőrséget már december 11-én légitámadás érte. A folyamatos légitámadások nyomán a városban napok alatt felbomlott a rend, és mindennaposak lettek a fosztogatások. December 17-én a japánok ellenállás nélkül szálltak partra a szigeten. A britek itt sem semmisítették meg a létesítményt és a felszerelést, még a rádióállomást is épségben hagyták hátra. A megszállók súlyos atrocitásokat követtek el a helyiek ellen, amiért Tamasita három katonát kivégeztetett, egy alezredest bebörtönöztetett.
A brit tisztek újra és újra megpróbálták rávenni az indiaiakat, hogy ássák be magukat az út mentén, de ha ezt megtették, a japán légierő szétlőtte állásaikat, a gyalogosok pedig megkerülték és bekerítették őket. Heath tábornok Szingapúrba vonatozott, hogy elérje csapatai 150 kilométerre délre, Johoré tartományig történő visszavonását. Percival ellenállt. A britek amerikai, holland, ausztrál és új-zélandi részvétellel stratégiai megbeszélést tartottak, és abban maradtak, hogy a japánokat legalább egy hónapig fel kell tartani.
Heath tábornok állhatatosan figyelmeztetett arra, hogy a Kota Bharu felől haladó japánok elvághatják embereit. Percivalt Gordon Bennet ausztrál vezérőrnagy támogatta, aki támadást akart indítani Mersingtől, ahol katonái arra vártak, hogy blokkolják a keleti parton folyó japán előrenyomulást. Heath olyan hevesen ellenezte a tervet, hogy végül Percival sem támogatta. December 17-én Heath visszautazott északra, hogy felügyelje a brit visszavonulást. A fejetlen menekülés teljesen elfordította a helyi malájokat és kínaiakat a britektől, akik kénytelenek voltak publikus telefonvonalakat használni a kommunikációra.

### Perak
December 23-án a Perak-folyónál felállított védelmi vonal összeomlott. A japán alakulatok addigra megtették a feladatul kapott 640 kilométeres táv egyharmadát, és számos ónbányát és gumifaültetvényt foglaltak el. A demoralizált indiai alakulatok következő védelmi vonalukat a Slim-folyónál, a Kuala Lumpur előtti utolsó természetes akadálynál állították fel. A japánok eközben a keleti parton is haladtak előre, hogy elfoglalják a Szingapúrhoz félúton lévő Kuantan repülőteret.

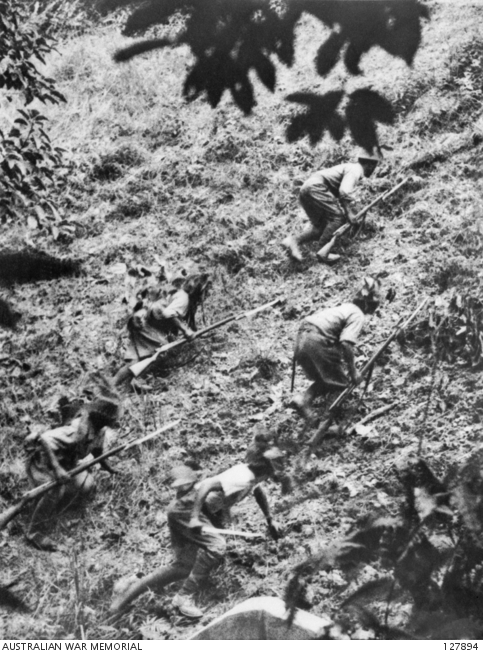
Előrenyomuló japán katonák

A britek tudták, hogy a visszavonulást meg kell állítani, ha Szingapúrt meg akarják tartani, de az indiai alakulatokat nem tudták rávenni a szilárd védekezésre. 1942. január 5-én a 12. indiai hadosztálynak egy vasúti és közúti kereszteződést kellett védenie a Slim-folyó előtt. Az első támadást visszaverték, de másnap japán tankok megkerülték őket egy nem használt ösvényen. Az indiaiak hanyatt-homlok menekülni kezdtek az őket kerékpáron üldöző japánok elől. Egy angol tiszt, Spencer Chapman, aki az őserdőből figyelte őket, ezt mondta az offenzíváról: „A többségük biciklizett, negyvenen-ötvenen, hármasával egymás mellett, és beszélgettek, nevettek, mintha futballmeccsre tartanának.” Jamasita gyalogsága így napi harminc kilométert is megtett. A sok száz kerék zörgése olyan lármává állt össze, amelyről az indiaiak azt hitték, harckocsik okozzák, és menekülni kezdtek. Január 11-én elesett Kuala Lumpur. A védők az üzemanyagot felgyújtották, de a felszerelés és ellátmány többségét nem tudták elpusztítani.
A Slim-folyó elesésének napján érkezett Szingapúrba Archibald Wawell tábornok, hogy felállítsa az amerikai-brit-holland-ausztrál parancsnokság, az ABDA (American-British-Dutch-Australian Command) jávai főhadiszállását. A frontvonalban tett látogatása alapján megállapította, hogy a terepviszonyok a japánoknak kedveznek, és haladásuk fel fog gyorsulni Szingapúr felé, és az indiaiak legfeljebb Johore tartományban tudnak majd védállásokat kialakítani. Percival tábornok engedélyezte a visszavonulást Sungei Murar folyó mentén Johorig, ahol az utolsó természetes akadály volt a Malájföldet Szingapúrtól elválasztó szorosig. Gordon Bennet tábornok utasítást kapott arra, hogy ausztrál ezred erősítésként vonuljon a frontra.
A japán előrenyomulás töretlenül folytatódott januárban. Churchill január 15-én táviratban tudakolta Wawelltől, hogy mit lehet tenni Szingapúrért, ha a japánok elérik a szorost. A válasz – „keveset vagy semmit”– sokkolta a miniszterelnököt. Szingapúr ugyanis védtelen volt a szárazföld felé, ami annyira meglepte Churchillt, hogy azt mondta: „ez lesz az egyik legnagyobb botrány”.
Január 25-én Percival kiadta a parancsot a végső visszavonulásra. A csapatok a főhadiszállásnak azt jelentették, hogy harcolva hátrálnak, de egy hétnél tovább nem tudják feltartani a japánokat. A katonák és civilek összetorlódtak a Johore-szoroson Szingapúr szigetére átvezető töltésnél. Február 1-jén, miután az utolsó brit alakulat is átkelt a szoroson, az utászok felrobbantották a töltést. Nemsokára megkezdődött Szingapúr ostroma.